# Championnat d'Europe masculin de water-polo 2014
Navigation
Eindhoven 2012 Belgrade 2016
Le championnat d'Europe de water-polo masculin de 2014 est la 31e édition de la principale compétition européenne de water-polo entre nations. Elle est organisée à Budapest en 2014 par la Ligue européenne de natation en même temps que le championnat féminin.
Outre les cinq meilleures équipes de l'édition précédente et l’équipe du pays hôte, six équipes se sont qualifiées lors de poules jouées en 2012 et 2013.

## Équipes qualifiées
Outre l’équipe du pays hôte, les cinq premières équipes du précédent championnat de 2012 sont automatiquement qualifiées pour l’édition 2014. Les autres équipes doivent participer à deux tours de qualifications pour gagner l'une des six places restantes.
| Compétition               | Date                  | Lieu                 | Nombre de places        | Qualifiés                                      |
| ------------------------- | --------------------- | -------------------- | ----------------------- | ---------------------------------------------- |
| Pays organisateur         | Pays organisateur     | Pays organisateur    | 1                       | Hongrie                                        |
| Championnat d’Europe 2012 | 16 au 29 janvier 2012 | Eindhoven (Pays-Bas) | 5 (ordre du classement) | Serbie Monténégro Italie Allemagne Grèce       |
| Qualifications            |                       | multiples            | 6                       | France Croatie Espagne Russie Roumanie Géorgie |
| TOTAL                     |                       |                      | 12                      |                                                |

## Qualifications

### Tour de qualification
Les équipes prétendant à une place en phase finale du championnat d'Europe jouent par groupe des rencontres en matches aller-retour. Les deux premiers de chaque groupe, soit douze équipes, se qualifient pour un tour à élimination directe en match aller et retour qui laissera six qualifiés pour le championnat final.
Le tirage au sort des groupes a lieu fin mai 2012 à Debrecen, pendant les Championnats d'Europe de natation 2012.

#### Groupe A
| Rang | Équipe  | Pts | J | G | N | P | Bp | Bc | Diff |
| ---- | ------- | --- | - | - | - | - | -- | -- | ---- |
| 1    | Espagne | 0   | 0 | 0 | 0 | 0 | 0  | 0  | 0    |
| 2    | Malte   | 0   | 0 | 0 | 0 | 0 | 0  | 0  | 0    |
| 3    | Ukraine | 0   | 0 | 0 | 0 | 0 | 0  | 0  | 0    |

| Date |  | Score |  | Quarts-temps |
| ---- |  | ----- |  | ------------ |
|      |  | -     |  | - ; -        |
|      |  | -     |  | - ; -        |
|      |  | -     |  | - ; -        |
|      |  | -     |  | - ; -        |
|      |  | -     |  | - ; -        |
|      |  | -     |  | - ; -        |
|      |  | -     |  | - ; -        |
|      |  | -     |  | - ; -        |
|      |  | -     |  | - ; -        |
|      |  | -     |  | - ; -        |
|      |  | -     |  | - ; -        |
|      |  | -     |  | - ; -        |

#### Groupe B
| Rang | Équipe    | Pts | J | G | N | P | Bp | Bc | Diff |
| ---- | --------- | --- | - | - | - | - | -- | -- | ---- |
| 1    | Pays-Bas  | 0   | 0 | 0 | 0 | 0 | 0  | 0  | 0    |
| 2    | Slovaquie | 0   | 0 | 0 | 0 | 0 | 0  | 0  | 0    |
| 3    | Pologne   | 0   | 0 | 0 | 0 | 0 | 0  | 0  | 0    |
| 4    | Danemark  | 0   | 0 | 0 | 0 | 0 | 0  | 0  | 0    |

| Date |  | Score |  | Quarts-temps |
| ---- |  | ----- |  | ------------ |
|      |  | -     |  | - ; -        |
|      |  | -     |  | - ; -        |
|      |  | -     |  | - ; -        |
|      |  | -     |  | - ; -        |
|      |  | -     |  | - ; -        |
|      |  | -     |  | - ; -        |
|      |  | -     |  | - ; -        |
|      |  | -     |  | - ; -        |
|      |  | -     |  | - ; -        |
|      |  | -     |  | - ; -        |
|      |  | -     |  | - ; -        |
|      |  | -     |  | - ; -        |

#### Groupe C
| Rang | Équipe   | Pts | J | G | N | P | Bp | Bc | Diff |
| ---- | -------- | --- | - | - | - | - | -- | -- | ---- |
| 1    | Croatie  | 0   | 0 | 0 | 0 | 0 | 0  | 0  | 0    |
| 2    | Russie   | 0   | 0 | 0 | 0 | 0 | 0  | 0  | 0    |
| 3    | Portugal | 0   | 0 | 0 | 0 | 0 | 0  | 0  | 0    |

| Date |  | Score |  | Quarts-temps |
| ---- |  | ----- |  | ------------ |
|      |  | -     |  | - ; -        |
|      |  | -     |  | - ; -        |
|      |  | -     |  | - ; -        |
|      |  | -     |  | - ; -        |
|      |  | -     |  | - ; -        |
|      |  | -     |  | - ; -        |
|      |  | -     |  | - ; -        |
|      |  | -     |  | - ; -        |
|      |  | -     |  | - ; -        |
|      |  | -     |  | - ; -        |
|      |  | -     |  | - ; -        |
|      |  | -     |  | - ; -        |

#### Groupe D
| Rang | Équipe   | Pts | J | G | N | P | Bp | Bc | Diff |
| ---- | -------- | --- | - | - | - | - | -- | -- | ---- |
| 1    | Roumanie | 0   | 0 | 0 | 0 | 0 | 0  | 0  | 0    |
| 2    | Slovénie | 0   | 0 | 0 | 0 | 0 | 0  | 0  | 0    |
| 3    | Israël   | 0   | 0 | 0 | 0 | 0 | 0  | 0  | 0    |

| Date |  | Score |  | Quarts-temps |
| ---- |  | ----- |  | ------------ |
|      |  | -     |  | - ; -        |
|      |  | -     |  | - ; -        |
|      |  | -     |  | - ; -        |
|      |  | -     |  | - ; -        |
|      |  | -     |  | - ; -        |
|      |  | -     |  | - ; -        |
|      |  | -     |  | - ; -        |
|      |  | -     |  | - ; -        |
|      |  | -     |  | - ; -        |
|      |  | -     |  | - ; -        |
|      |  | -     |  | - ; -        |
|      |  | -     |  | - ; -        |

#### Groupe E
| Rang | Équipe             | Pts | J | G | N | P | Bp | Bc | Diff |
| ---- | ------------------ | --- | - | - | - | - | -- | -- | ---- |
| 1    | Macédoine          | 0   | 0 | 0 | 0 | 0 | 0  | 0  | 0    |
| 2    | France             | 0   | 0 | 0 | 0 | 0 | 0  | 0  | 0    |
| 3    | Grande-Bretagne    | 0   | 0 | 0 | 0 | 0 | 0  | 0  | 0    |
| 4    | République tchèque | 0   | 0 | 0 | 0 | 0 | 0  | 0  | 0    |

| Date |  | Score |  | Quarts-temps |
| ---- |  | ----- |  | ------------ |
|      |  | -     |  | - ; -        |
|      |  | -     |  | - ; -        |
|      |  | -     |  | - ; -        |
|      |  | -     |  | - ; -        |
|      |  | -     |  | - ; -        |
|      |  | -     |  | - ; -        |
|      |  | -     |  | - ; -        |
|      |  | -     |  | - ; -        |
|      |  | -     |  | - ; -        |
|      |  | -     |  | - ; -        |
|      |  | -     |  | - ; -        |
|      |  | -     |  | - ; -        |

#### Groupe F
| Rang | Équipe      | Pts | J | G | N | P | Bp | Bc | Diff |
| ---- | ----------- | --- | - | - | - | - | -- | -- | ---- |
| 1    | Turquie     | 0   | 0 | 0 | 0 | 0 | 0  | 0  | 0    |
| 2    | Géorgie     | 0   | 0 | 0 | 0 | 0 | 0  | 0  | 0    |
| 3    | Biélorussie | 0   | 0 | 0 | 0 | 0 | 0  | 0  | 0    |

| Date |  | Score |  | Quarts-temps |
| ---- |  | ----- |  | ------------ |
|      |  | -     |  | - ; -        |
|      |  | -     |  | - ; -        |
|      |  | -     |  | - ; -        |
|      |  | -     |  | - ; -        |
|      |  | -     |  | - ; -        |
|      |  | -     |  | - ; -        |
|      |  | -     |  | - ; -        |
|      |  | -     |  | - ; -        |
|      |  | -     |  | - ; -        |
|      |  | -     |  | - ; -        |
|      |  | -     |  | - ; -        |
|      |  | -     |  | - ; -        |

### Tour préliminaire
Les douze équipes issues du tour de qualification s'affrontent deux par deux en un match aller et un match retour pour une des six places de qualifiés.
| Hôte aller | aller | Score total | retour | Hôte retour | quarts-temps aller | quarts-temps retour |
| ---------- | ----- | ----------- | ------ | ----------- | ------------------ | ------------------- |
|            | -     | -           | -      |             | - ; -              | - ; -               |
|            | -     | -           | -      |             | - ; -              | - ; -               |
|            | -     | -           | -      |             | - ; -              | - ; -               |
|            | -     | -           | -      |             | - ; -              | - ; -               |
|            | -     | -           | -      |             | - ; -              | - ; -               |
|            | -     | -           | -      |             | - ; -              | - ; -               |

## Championnat d’Europe
Le championnat d'Europe masculin est jouée à Budapest, en Hongrie. Plus précisément à la Hajós Alfréd Nemzeti Sportuszoda és Széchy Tamás Uszoda (traduction : piscine nationale olympique Hajós Alfréd), situé sur l'île piétonne Marguerite (Margaret) au milieu du Danube. Il se déroule entre le 14 juillet 2014 et le 27 juillet 2014.

### Tour préliminaire
Les premiers de chacun des deux groupes sont qualifiés pour les demi-finales, les deuxièmes et troisièmes pour les quarts. Les autres équipes participent à des matches afin d’établir le classement final.

#### Groupe A
| Rang | Équipe     | Pts | J | G | N | P | Bp | Bc | Diff |
| ---- | ---------- | --- | - | - | - | - | -- | -- | ---- |
| 1    | Monténégro | 13  | 5 | 4 | 1 | 0 | 62 | 29 | +33  |
| 2    | Italie     | 11  | 5 | 3 | 2 | 0 | 52 | 30 | +22  |
| 3    | Grèce      | 10  | 5 | 3 | 1 | 1 | 52 | 41 | +11  |
| 4    | Roumanie   | 6   | 5 | 2 | 0 | 3 | 43 | 46 | -3   |
| 5    | Russie     | 3   | 5 | 1 | 0 | 4 | 42 | 63 | -21  |
| 6    | Géorgie    | 0   | 5 | 0 | 0 | 5 | 31 | 73 | -42  |

| Date            | Pays                         | Score | Quarts-temps          |
| --------------- | ---------------------------- | ----- | --------------------- |
| 14 juillet 2014 | Romania - Georgia (13h00)    | 11-6  | 3-4 ; 3-1 ; 2-0 ; 3-1 |
|                 | Montenegro - Greece (16h00)  | 11-6  | 1-1 ; 4-1 ; 3-2       |
|                 | Italy - Russia (19h00)       | 13-6  | 3-1 ; 4-3 ; 4-1 ; 2-1 |
| 15 juillet 2014 | Georgia - Greece (11h30)     | 6-15  | 1-4 ; 1-6 ; 3-3 ; 1-2 |
|                 | Russia - Montenegro (14h30)  | 7-15  | 1-5 ; 2-3 ; 2-4 ; 2-3 |
|                 | Romania - Italy (16h00)      | 4-9   | 1-1 ; 1-3 ; 1-4 ; 1-1 |
| 17 juillet 2014 | Italy - Georgia (11h30)      | 15-5  | 3-2 ; 5-1 ; 2-1       |
|                 | Greece - Russia (16h00)      | 12-6  | 3-1 ; 3-3 ; 1-1 ; 5-1 |
|                 | Montenegro - Romania (19h00) | 13-8  | 2-2 ; 3-0 ; 5-2 ; 3-4 |
| 19 juillet 2014 | Georgia - Russia (13h00)     | 12-16 | 3-3 ; 1-4 ; 7-4 ; 1-5 |
|                 | Romania - Greece (14h30)     | 9-10  | 3-2 ; 2-3 ; 2-2 ; 2-3 |
|                 | Italy - Montenegro (19h00)   | 6-6   | 2-0 ; 0-1 ; 2-3 ; 2-2 |
| 21 juillet 2014 | Montenegro - Georgia (11h30) | 17-2  | 4-0 ; 4-0 ; 4-1 ; 5-1 |
|                 | Russia - Romania (13h00)     | 8-11  | 2-3 ; 1-3 ; 2-3 ; 3-2 |
|                 | Greece - Italy (19h00)       | 9-9   | 4-2 ; 0-4 ; 3-2 ; 2-1 |

#### Groupe B
| Rang | Équipe    | Pts | J | G | N | P | Bp | Bc | Diff |
| ---- | --------- | --- | - | - | - | - | -- | -- | ---- |
| 1    | Hongrie   | 15  | 5 | 5 | 0 | 0 | 55 | 36 | +19  |
| 2    | Serbie    | 10  | 5 | 3 | 1 | 1 | 50 | 34 | +16  |
| 3    | Croatie   | 8   | 5 | 2 | 2 | 1 | 46 | 39 | +7   |
| 4    | Espagne   | 7   | 5 | 2 | 1 | 2 | 47 | 46 | +1   |
| 5    | France    | 3   | 5 | 1 | 0 | 4 | 36 | 62 | -26  |
| 6    | Allemagne | 0   | 5 | 0 | 0 | 5 | 35 | 57 | -22  |

| Date            | Pays                      | Score | Quarts-temps          |
| --------------- | ------------------------- | ----- | --------------------- |
| 14 juillet 2014 | Croatia - Germany (11h30) | 10-5  | 4-3 ; 2-0 ; 3-0 ; 1-2 |
|                 | France - Serbia (14h30)   | 5-16  | 1-4 ; 1-3 ; 0-3 ; 3-6 |
|                 | Spain - Hungary (20h30)   | 9-12  | 2-2 ; 2-4 ; 2-3 ; 3-3 |
| 15 juillet 2014 | Germany - Serbia (13h00)  | 7-12  | 2-3 ; 1-3 ; 2-3       |
|                 | Croatia - Spain (19h00)   | 8-8   | 3-2 ; 2-2 ; 1-2 ; 2-2 |
|                 | Hungary - France (20h30)  | 12-7  | 2-2 ; 2-1 ; 5-1 ; 3-3 |
| 17 juillet 2014 | France - Croatia (13h00)  | 11-14 | 3-5 ; 2-3 ; 3-2 ; 3-4 |
|                 | Spain - Germany (14h30)   | 11-8  | 2-1 ; 3-2 ; 3-4 ; 2-1 |
|                 | Serbia - Hungary (20h30)  | 6-8   | 0-2 ; 3-3 ; 2-2 ; 1-1 |
| 19 juillet 2014 | Spain - France (11h30)    | 13-5  | 2-0 ; 3-3 ; 4-2 ; 4-0 |
|                 | Croatia - Serbia (16h00)  | 8-8   | 2-3 ; 3-2 ; 1-2 ; 2-1 |
|                 | Germany - Hungary (20h30) | 8-16  | 3-4 ; 4-5 ; 0-3 ; 1-4 |
| 21 juillet 2014 | France - Germany (14h30)  | 8-7   | 1-0 ; 0-2 ; 4-4 ; 3-1 |
|                 | Serbia - Spain (16h00)    | 8-6   | 2-2 ; 1-0 ; 1-1 ; 4-3 |
|                 | Hungary - Croatia (20h30) | 7-6   | 0-2 ; 4-2 ; 1-1 ;2-1  |

### Phase finale
En quart de finale s'opposent, les deuxièmes et troisièmes des groupes du tour préliminaire. Les vainqueurs affrontent les premiers des deux groupes en demi-finale.
| Date                    | Pays                 | Score | Quarts-temps          |
| ----------------------- | -------------------- | ----- | --------------------- |
| Quarts de finale        |                      |       |                       |
| 23 juillet 2014 (16h00) | Russie vs Allemagne  | 8-9   | 1-1 ; 4-2 ; 1-3 ; 2-3 |
| 23 juillet 2014 (17h30) | Géorgie vs France    | 6-10  | 2-2 ; 1-3 ; 2-3 ; 1-2 |
| 23 juillet 2014 (19h00) | Italie vs Croatie    | 8-7   | 1-1 ; 3-2 ; 2-2       |
| 23 juillet 2014 (20h00) | Grèce vs Serbie      | 9-13  | 2-3 ; 3-4 ; 2-4 ; 2-2 |
| Demi-finales            |                      |       |                       |
| 25 juillet 2014 (14h30) | Allemagne vs Espagne | 8-16  | 3-5 ; 1-4 ; 2-3 ; 2-4 |
| 25 juillet 2014 (16h00) | France vs Roumanie   | 8-15  | 3-3 ; 1-3 ; 1-6 ; 3-3 |
| 25 juillet 2014 (19h00) | Italie vs Hongrie    | 7-8   | 1-3 ; 3-2 ; 1-1 ; 2-2 |
| 25 juillet 2014 (20h30) | Serbie vs Monténégro | 10-9  | 3-5 ; 1-2 ; 3-2 ; 3-0 |
| Finale                  |                      |       |                       |
| 27 juillet 2014 (20h30) | Serbie vs Hongrie    | 12-7  | 1-3 ; 1-4 ; 4-2 ; 1-3 |

### Phase de classement
| Date                    | Pays                 | Score | Quarts-temps          |
| ----------------------- | -------------------- | ----- | --------------------- |
| 11e/12e place           |                      |       |                       |
| 25 juillet 2014 (17h30) | Russie vs Géorgie    | 9-8   | 2-2 ; 2-2 ; 2-1 ; 3-3 |
| 9e/10e                  |                      |       |                       |
| 26 juillet 2014 (10h30) | Allemagne vs France  | 14-13 | 4-3 ; 4-6 ; 4-3 ; 2-1 |
| 7e/8e                   |                      |       |                       |
| 26 juillet (12h00)      | Espagne vs Roumanie  | 8-7   | 3-1 ; 1-3 ; 2-1 ; 2-2 |
| 5e/6e                   |                      |       |                       |
| 26 juillet 2014 (13h30) | Croatie vs Grèce     | 11-7  | 2-3 ; 3-0 ; 3-2       |
| 3e/4e                   |                      |       |                       |
| 27 juillet 2014 (18h30) | Italie vs Monténégro | 11-9  | 1-3 ; 5-3 ; 2-2 ; 3-1 |

### Classement final
|                    | Équipes    |
| Médaille d'or      | Serbie     |
| ------------------ | ---------- |
| Médaille d'argent  | Hongrie    |
| Médaille de bronze | Italie     |
| 4                  | Monténégro |
| 5                  | Croatie    |
| 6                  | Grèce      |
| 7                  | Espagne    |
| 8                  | Roumanie   |
| 9                  | Allemagne  |
| 10                 | France     |
| 11                 | Russie     |
| 12                 | Géorgie    |

| Médaille | Composition des équipes lors du dernier match |
| -------- | --- |
| Or       | Gojko Pijetlovic ; Dusan Mandic ; Zivko Gocic (C) ; Sava Randjelovic ; Milos Cuk ; Dusko Pijetlovic ; Slobodan Nikic ; Milan Aleksic ; Nikola Radjen ; Filip Filipovic ; Andrija Prlainovic ; Stefan Mitrović ; Branislav Mitrovic             |
| Argent   | Viktor Nagy ; Miklos Gor-Nagy ; Norbert Madaras ; Balazs Erdelyi ; Marton Vamos ; Norbert Hosnyánszky ; Adam Joszef Decker ; Marton Szivos ; Daniel Varga (C) ; Denes Varga ; Marton Toth ; Balazs Harai ; Attila Decker                       |
| Bronze   | Stefano Tempesti (C) ; Francesco Di Fulvio ; Alessandro Velotto ; Pietro Figlioli ; Alex Giorgetti ; Andrea Fondelli ; Massimo Giacoppo ; Valentino Gallo ; Niccolò Figari ; Stefano Luongo ; Matteo Aicardi ; Fabio Baraldi ; Marco Del Lungo |

## Sources et références
- Règlement des championnats d'Europe de water-polo, Ligue européenne de natation, 29 mai 2010.
- Site officiel des championnats d'Europe à Budapest 2014.
- Version anglaise.